# Naprej zastava slave
Naprej zastava slave (Vorwärts, Fahne des Ruhms) ist die alte Nationalhymne Sloweniens aus dem Jahr 1860. Der Text wurde von Simon Jenko geschrieben und die Melodie stammt von Davorin Jenko. Sie entwickelte sich zunächst zur inoffiziellen slowenischen Nationalhymne. Mit der Entstehung des SHS-Staates wurden Teile dieses Liedes mit Teilen der serbischen und der kroatischen Nationalhymnen zur Reichshymne zusammengefasst. 1945 wurde Naprej zastava slave zur Hymne der jugoslawischen Teilrepublik Slowenien, als jugoslawische Bundeshymne wurde die alte, aus drei Hymnen gemischte Hymne des Königreiches jedoch durch Hej Sloveni ersetzt.
In den 1980er-Jahren setzte sich zunehmend die versöhnliche siebte Strophe von Prešerens Zdravljica als inoffizielle Nationalhymne durch, was mit der Unabhängigkeit Sloweniens von Jugoslawien offiziell gemacht wurde. Das kämpferische Naprej zastava slave wurde jedoch die Hymne der slowenischen Streitkräfte.

## Naprej zastava slave
Naprej zastava slave,
na boj junaška kri,
za blagor očetnjave
naj puška govori!
Z orožjem in desnico,
nesimo vragu grom,
zapisat v kri pravico,
ki terja jo naš dom.
Naprej zastava slave,
na boj junaška kri,
za blagor očetnjave
naj puška govori!
Naprej! Naprej!

## Vorwärts, Fahne des Ruhmes
Vorwärts, Fahne des Ruhmes,
auf zum Gefecht, du heldenhaftes Blut,
zum Wohl des Vaterlandes
soll sprechen das Gewehr!
Mit der Waffe und der Rechten
bringen wir dem Teufel Donner,
ins Blut das Recht zu schreiben,
das fordert unser Heim.
Vorwärts, Fahne des Ruhmes,
auf zum Gefecht, du heldenhaftes Blut,
zum Wohl des Vaterlandes
soll sprechen das Gewehr!
Vorwärts! Vorwärts!